# 아기멧돼지
아기멧돼지(Porcula salvania)는 작은 야생 멧돼지이며, 심각한 멸종위기종이다. 과거 서식지는 인도, 네팔, 부탄이었지만, 이제는 인도의 아삼 주에서만 발견된다. 150마리만이 야생에서 생존하고 있다.